# Кузьниця (гміна Русець)
Кузьниця (пол. Kuźnica) — село в Польщі, у гміні Русець Белхатовського повіту Лодзинського воєводства.
Населення — 181 особа (2011).
У 1975-1998 роках село належало до Серадзького воєводства.

## Демографія
Демографічна структура станом на 31 березня 2011 року:
|          | Загалом | Допрацездатний вік | Працездатний вік | Постпрацездатний вік |
| -------- | ------- | ------------------ | ---------------- | -------------------- |
| Чоловіки | 90      | 21                 | 54               | 15                   |
| Жінки    | 91      | 19                 | 44               | 28                   |
| Разом    | 181     | 40                 | 98               | 43                   |